# Você É A Mais Sincera
Você É A Mais Sincera é uma música da banda Zimbra que está no álbum Verniz. Foi produzida por Esteban Tavares, ex-fresno e lançada como single em 23 de novembro de 2018.

## História
Segundo o vocalista, Rafael Costa, “Você é a mais sincera” traduz os desafios presentes nos relacionamentos: “A música fala sobre todo o esforço e sacrifício que a gente faz ao longo da nossa vida só pra ver a pessoa que a gente gosta bem. Às vezes inclusive, parece que o outro não reconhece isso, mas vendo que depois, mesmo por de baixo de tantas desavenças, há o reconhecimento mútuo das duas partes de que ambos fazem o máximo para se verem bem”.
Em julho de 2019, a banda colocou no seu canal do youtube uma versão acústica da música juntamente com a dupla Anie.

## Créditos

### Músicos da banda
- Rafael Costa -  Guitarra e Voz
- Vitor Fernandes - Guitarra
- Guilherme Goes - Baixo
- Pedro Furtado - Bateria

### Músicos convidados
- Felippe Pipeta - Trompete
- William Sprocati Tocalino - Trombone
- Pedro Pelotas  - Piano